# Валтер Шойнеман
Валтер Шойнеман (на немски: Walter Scheunemann) е германски полковник, командир на 270-и гренадирски полк от Вермахта.

## Биография
Шойнеман е роден на 26 март 1909 година в град Банков, Западна Прусия. В периода 1930 – 1935 година служи активно в редиците на полицията. От 15 октомври 1935 година влиза в армията и е зачислен към щаба на 50-и пехотен полк на 3-та пехотна дивизия. Участва с него в Операция „Вайс“, в началния етап на Втора световна война, за което е издигнат в чин старши лейтенант. Поема командването на 9-а рота на 272-ри пехотен полк, с която участва в пробива през Линия „Мажино“, южно от френската община Капел. За показани бойни умения е награден с орден „Рицарски кръст“ (на 5 август 1940 г.).
На 1 април 1942 година, за участия в сраженията по време на обсадата при Ленинград, е повишен в чин капитан, а от 1 януари 1943 година – в чин майор. Ръководи успешно 1-ви батальон на 272-ри пехотен полк в сраженията южно от езерото Илмен, за което е награден с „Дъбови листа“ № 202 на ордена „Рицарски кръст“ (на 6 март 1943 г.). През 1944 година заминава за Хелм, където поема командването на 1-ви батальон на 270-и гренадирски полк, а след това и на самия полк. Присвоено му е званието полковник.
До края на войната е в резерва на ОКХ. Повишаване в чин генерал-майор не последва. Според други източници Шойнеман е повишен малко преди края на войната.